# Elizabeth Hawes
Elizabeth Hawes (Ridgewood, 6 december 1903 – New York, 6 september 1971) was een Amerikaans modeontwerper, schrijver en activiste.
Ze begon op jonge leeftijd kleren te maken en werkte van 1925 tot 1928 in het hart van de modeindustrie, Parijs. Ze ontwikkelde zich tot een van de meest uitgesproken critici van diezelfde industrie en schreef columns en boeken over haar ervaringen in de sector. Terug in de Verenigde Staten maakte Hawes naam als een van de eerste Amerikaanse ontwerpers die niet zomaar de Franse mode kopieerde. Ze voerde een pleidooi voor prêt-à-porter en voor functionele en stijlvolle kleding die niet zo sterk aan modegrillen gebonden was. Vanaf de jaren 30 en 40 streed Hawes voor gendergelijkheid en was ze vakbondsafgevaardigde. Door haar associatie met progressieven en communisten werden Hawes' kledingcreaties tijdens de Rode Angst geboycott, waarna ze naar de Amerikaanse Maagdeneilanden verhuisde. Elizabeth Hawes overleed in 1971 in New York.